# Карроумор

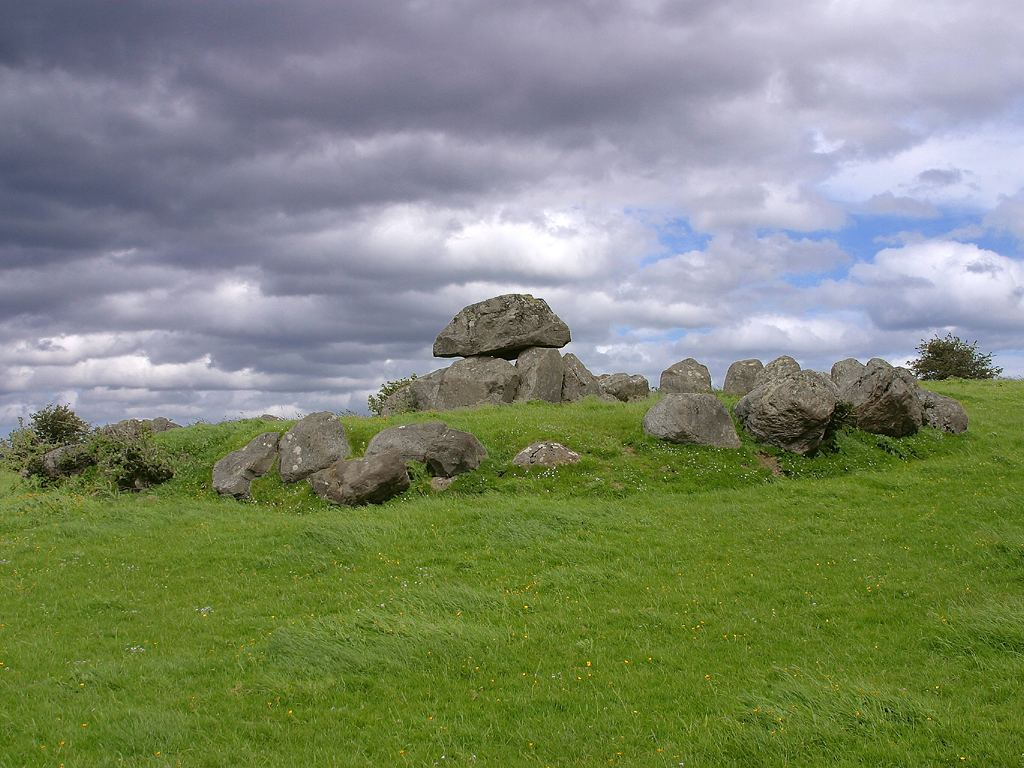
Гробниця 7 в Карроуморі, Типовий склеп, оточений кам'яною огорожею.

Карроумор (англ. Carrowmore, ірл. An Cheathrú Mhór) — доісторичне святилище в графстві Слайго на півночі Ірландії. Одна з чотирьох головних коридорних гробниць, мегалітичних споруд в Ірландії.
Нині на місці можна бачити близько 30 гробниць, інші зруйновані. Майже всі вони є дольменами, оточеними кам'яною огорожею діаметром 12—15 м. Малі гробниці оточують найбільший монумент комплексу — Лістогіл, діаметр якого 34 м. «Вхід» в огорожу малих гробниць зазвичай звернений до Лістогілу.
Дані радіовуглецевого аналізу, за якими, щонайменше, одній із гробниць понад 7 тис. років, фахівці оскаржують. Припускають, зокрема, що матеріали, взяті для дослідження, старші від самих гробниць. Решта гробниць, зокрема й Лістогіл, датуються періодом 4300—3500 рр. до н. е. і відповідають епосі неоліту. Як Ньюгрейндж та інші подібні споруди Ірландії, Карроумор є одним з найдавніших мегалітичних комплексів доісторичної традиції Ірландії.

## Функція

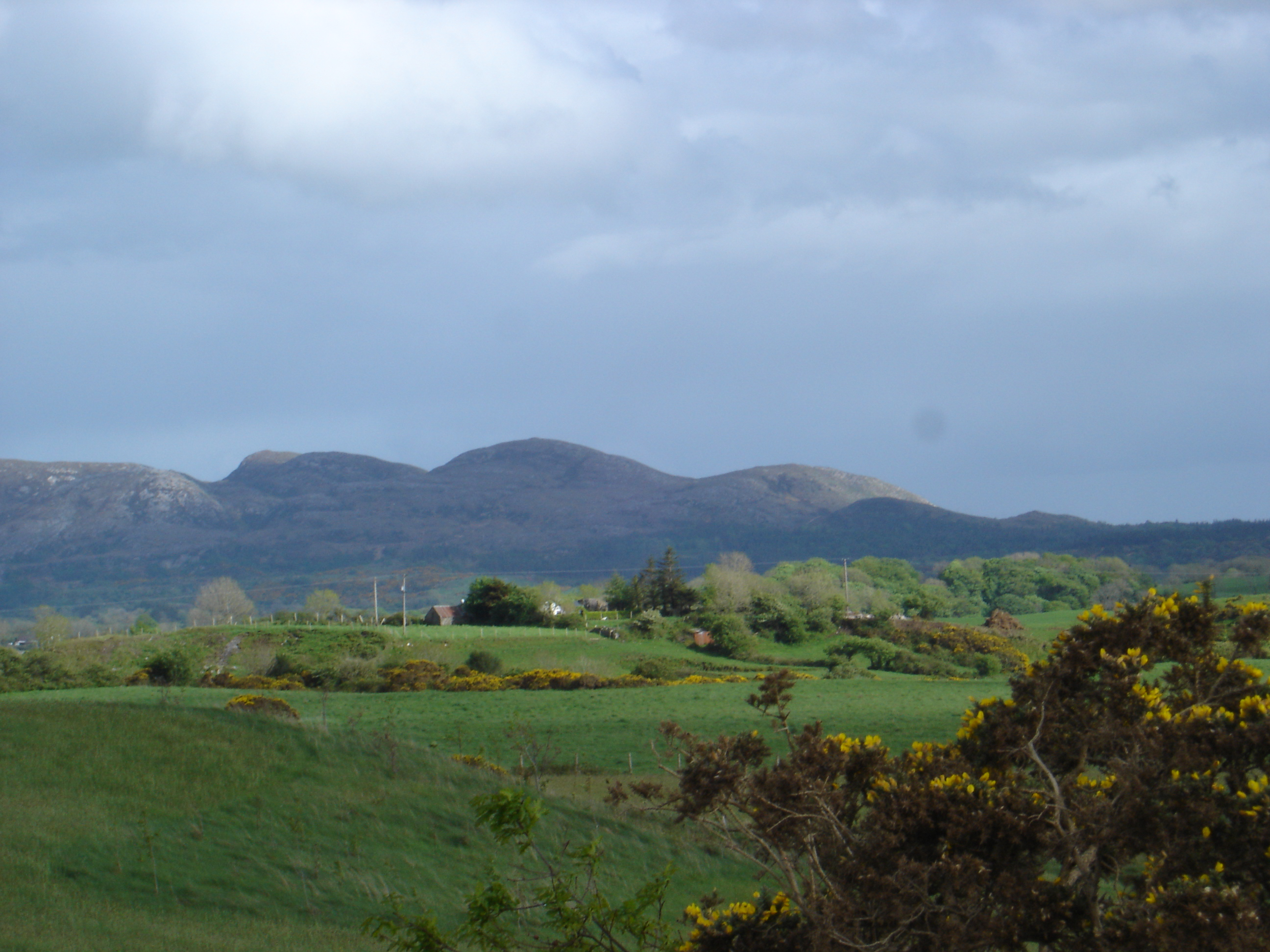
Краєвид з Карроумора на навколишні пагорби. На вершині кожного розташована мегалітична гробниця.

Всі поховання Карроумора, крім Лістогіла, являють собою кремації, тоді як у центральному похованні Лістогіла здійснено інгумацію. Тіла перед похованням зазнали складної обробки, включно з відділенням кісток від плоті і їх перепоховання. Відповідно до давньої ірландської традиції, в могилу разом з останками покладено кам'яні або глиняні кулі і голки з оленячого рогу з грибоподібними головками. У деяких гробницях і ямах поблизу від них знайдено багато раковин.
Згодом частину гробниць перебудовано й використано повторно.
На відміну від Лістогіла, малі гробниці Карроумора, мабуть, ніколи не закривались нічим крім власної верхньої плити — «даху». Над Лістогілом додатково покладено кругляки з гнейсу у вигляді каїрну з плоским верхом, висота якого нині становить 4 м. На поверхні серед інших кругляків зустрічаються брили вапняку, що позначають здійснені під ними пізніші поховання кремованих людей і тварин.